# Raión de Fírovo
El raión de Fírovo (ruso: Фи́ровский райо́н) es un distrito administrativo y municipal (raión) ruso perteneciente a la óblast de Tver. Se ubica en el norte de la óblast. Su capital es Fírovo.
En 2021, el raión tenía una población de 8242 habitantes.
El raión es limítrofe al noroeste con la vecina óblast de Nóvgorod.

## Subdivisiones
Comprende 108 núcleos de población distribuidos en cinco gobiernos locales, que son los asentamientos de tipo urbano de Velikooktiabrski y Fírovo (la capital) y los asentamientos rurales de Velikooktiabrski, Rozhdestvó y Fírovo.